# یسپر سونبرو
یِسپِر سوِنبرو (سوئدی: Jesper Svenbro؛ زادهٔ ۱۰ مارس ۱۹۴۴) نویسنده و شاعر اهل سوئد است. سونبرو در دانشگاه لوند تحصیل و مدرک دکترای خود را در سال ۱۹۷۶ از این دانشگاه دریافت کرده. وی در سال ۲۰۰۶ به عضویت آکادمی سوئد انتخاب شد و کرسی شماره ۸ این آکادمی را دراختیار گرفت.